# فرضي كندي
فرضي كندي (بالإنجليزية: Farzi Kandi)‏ هي مستوطنة تقع في قسم اجارود الشمالي الريفي في إيران. يقدر عدد سكانها بـ 17 نسمة .